# Gitovu (Sektor)
Gitovu ist ein Sektor innerhalb des Distrikts Burera in der Nordprovinz von Ruanda.

## Geographie
Der Sektor hat eine Fläche von 38,0 km² und liegt auf einer Höhe von etwa 1860 m. Er setzt sich aus den drei Zellen Mariba, Musasa und Runoga zusammen. Der Sektor liegt im Norden am Burera- und im Westen am Ruhondo-See. Nachbarsektoren sind im Norden Kinyaba, im Osten Cyeru, im Süden Rusarabuge, im Westen Gashaki und im Nordwesten Rugarama.

## Bevölkerung
Nach Stand der Volkszählung von 2022 liegt die Einwohnerzahl bei 11.531. Zehn Jahre zuvor waren es 10.390, was einem jährlichen Bevölkerungszuwachs von 1,1 Prozent zwischen 2012 und 2022 entspricht.

## Verkehr
Durch den Sektor verläufen zwei District Roads, die jedoch Stand 2022 nicht asphaltiert sind.